# سینما فلسطین (همدان)
سینما فلسطین یک سینما در شهر همدان، ایران است.
این سینما که متعلق به حوزه هنری می‌باشد در سال ۱۳۱۰ با یک سالن افتتاح شده و در سال ۱۳۹۴ نیز سالن دوم آن ساخته شده است.